# Lípa srdčitá v Království
Lípa srdčitá je od roku 2003 památným stromem ve Šluknově-Království v okrese Děčín. Strom je výraznou solitérou a pohledovou dominantou u rekreačního objektu při hlavní silnici Šluknov-Jiříkov. Jedinec dle dat z roku 2009 dosahoval výšky 24 m a obvodu kmene 475 cm. Stáří stromu je odhadováno na 200 let. V minulosti byl strom seřezán na hlavu a má nasazenu stabilní sekundární korunu.

## Galerie
- Celkový pohled na lípu z jihu

## Památné stromy v okolí
- Stará lípa v Království
- Lípa srdčitá v polích v Království
- Javor klen v Království